# Élections sénatoriales de 2014 dans l'Ain
Les élections sénatoriales de 2014 dans l'Ain ont lieu le dimanche 28 septembre 2014. Elles ont pour but d'élire les trois sénateurs représentant le département au Sénat pour un mandat de six années.

## Contexte départemental
Lors des Élections sénatoriales de 2008 dans l'Ain, trois sénateurs ont été élus au scrutin majoritaire : deux PS (Rachel Mazuir et Jacques Berthou) et une UMP, Sylvie Goy-Chavent, qui intègre le groupe UDI-UC en cours de mandat. Les trois sénateurs sont à nouveau candidats en 2014, chacun à la tête de sa propre liste. 
Depuis, le collège électoral, constitué des grands électeurs que sont les sénateurs sortants, les députés, les conseillers régionaux, les conseillers généraux et les délégués des conseils municipaux, a été renouvelé en quasi-totalité par les élections législatives de 2012 qui permettent à la droite de conserver toutes les circonscriptions du département, les élections régionales de 2010 qui ont conservé à gauche la majorité du conseil régional de Rhône-Alpes, les élections cantonales de 2011 qui ont conforté la majorité de gauche au conseil général, et surtout les élections municipales de 2014 qui ont été marquées par un net recul de la gauche qui, si elle conserve Bourg-en-Bresse et gagne Jassans-Riottier, perd Ambérieu-en-Bugey, Belley, Ferney-Voltaire, Montluel, Prévessin-Moëns, Trévoux, Villars-les-Dombes, Hauteville-Lompnes, Ornex et Attignat pour ce qui est des communes de plus de 3 000 habitants. 
Mais l'évolution la plus significative pour ce qui concerne l'Ain tient au changement de mode de scrutin, les départements élisant trois sénateurs étant dorénavant concernés par le scrutin à la proportionnelle avec listes paritaires ce qui conduit, en particulier, les deux sénateurs de gauche à se présenter à la tête de listes concurrentes.

## Rappel des résultats de 2008
| Candidat et parti politique | Candidat et parti politique | Candidat et parti politique | Premier tour | Premier tour | Second tour | Second tour |
| Candidat et parti politique | Candidat et parti politique | Candidat et parti politique | Voix         | %            | Voix        | %           |
| --------------------------- | --------------------------- | --------------------------- | ------------ | ------------ | ----------- | ----------- |
|                             | Sylvie Goy-Chavent          | UMP                         | 634          | 40,93        | 720         | 45,98       |
|                             | Rachel Mazuir               | PS                          | 588          | 37,96        | 771         | 49,23       |
|                             | Charles Millon              | DLC                         | 580          | 37,44        | 634         | 40,49       |
|                             | Henri Guillermin            | UMP                         | 553          | 35,70        | 675         | 43,10       |
|                             | Jacques Berthou             | DVG                         | 509          | 32,86        | 723         | 46,17       |
|                             | Josiane Exposito            | PS                          | 359          | 23,18        | Retrait     | Retrait     |
|                             | Jean Chabry                 | DVD                         | 209          | 13,49        | 516         | 32,95       |
|                             | Marie-Jeanne Béguet         | MoDem                       | 174          | 11,23        | Retrait     | Retrait     |
|                             | Christian Bussy             | UMP                         | 129          | 8,33         | Retrait     | Retrait     |
|                             | Hubert Bertrand             | PRG                         | 109          | 7,04         | Retrait     | Retrait     |
|                             | Philippe Virard             | PCF                         | 61           | 3,94         | Retrait     | Retrait     |
|                             | Anne Partensky              | Verts                       | 60           | 3,87         | Retrait     | Retrait     |
|                             | Alain Pasqualin             | Verts                       | 56           | 3,62         | Retrait     | Retrait     |
|                             | Bernadette Robert-Wyss      | Verts                       | 50           | 3,23         | Retrait     | Retrait     |
|                             | Célia Garcin                | PCF                         | 45           | 2,91         | Retrait     | Retrait     |
|                             | Pascal Borgo                | PCF                         | 38           | 2,45         | Retrait     | Retrait     |
|                             | Olivier Wyssa               | FN                          | 23           | 1,48         | Retrait     | Retrait     |
|                             | Dominique Vial              | MRC                         | 19           | 1,23         | Retrait     | Retrait     |
|                             |                             |                             |              |              |             |             |
| Inscrits                    | Inscrits                    | Inscrits                    | 1 615        | 100,00       | 1 615       | 100,00      |
| Abstentions                 | Abstentions                 | Abstentions                 | 28           | 1,73         | 24          | 1,49        |
| Votants                     | Votants                     | Votants                     | 1 587        | 98,27        | 1 591       | 98,51       |
| Blancs et nuls              | Blancs et nuls              | Blancs et nuls              | 38           | 2,35         | 25          | 1,55        |
| Exprimés                    | Exprimés                    | Exprimés                    | 1 549        | 95,91        | 1 566       | 96,97       |

## Sénateurs sortants
| Sénateur | Sénateur           | Parti | Fonction lors de l'élection en 2008  |
| -------- | ------------------ | ----- | ------------------------------------ |
|          | Rachel Mazuir      | PS    | Président du conseil général         |
|          | Jacques Berthou    | DVG   | Conseiller général, maire de Miribel |
|          | Sylvie Goy-Chavent | UDI   | Maire de Cerdon                      |

## Collège électoral
En application des règles applicables pour les élections sénatoriales françaises, le collège électoral appelé à élire les sénateurs de l'Ain en 2014 se compose de la manière suivante :
| Délégués des communes                                                                         |                        |                       |                       |          |                     |
|                                                                                               | Conseillers municipaux | Délégués / commune    | Communes concernées   | Délégués | % collège électoral |
| Délégués des communes de moins de 9 000 habitants                                             |                        |                       |                       |          |                     |
| - communes de < 100 habitants                                                                 | 7                      | 1                     | 16                    | 16       | 0,91%               |
| - communes de < 500 habitants                                                                 | 11                     | 1                     | 125                   | 125      | 7,11%               |
| - communes de < 1500 habitants                                                                | 15                     | 3                     | 173                   | 519      | 29,52%              |
| - communes de < 2 500 habitants                                                               | 19                     | 5                     | 54                    | 270      | 15,36%              |
| - communes de < 3 500 habitants                                                               | 23                     | 7                     | 16                    | 112      | 6,37%               |
| - communes de < 5 000 habitants                                                               | 27                     | 15                    | 13                    | 195      | 11,09%              |
| - communes de < 9 000 habitants                                                               | 29                     | 15                    | 12                    | 180      | 10,24%              |
| Délégués des communes de 9 000 à 29 999 habitants                                             |                        |                       |                       |          |                     |
| - communes de < 10 000 habitants                                                              | 29                     | 29                    | 2                     | 58       | 3,30%               |
| - communes de < 20 000 habitants                                                              | 33                     | 33                    | 3                     | 99       | 5,63%               |
| - communes de < 30 000 habitants                                                              | 35                     | 35                    | 0                     | 0        | 0,00%               |
| Délégués des communes de 30 000 habitants et plus                                             |                        |                       |                       |          |                     |
| - Bourg-en-Bresse (39 882 hab.)                                                               | 39                     | 51                    | 1                     | 51       | 2,90%               |
| Délégués des communes bénéficiant des dispositions particulières pour les communes fusionnées |                        |                       |                       |          |                     |
| Bohas-Meyriat-Rignat, Treffort-Cuisiat, Montluel, Oyonnax                                     |                        |                       | 4                     | 68       | 3,87%               |
| Délégués des communes                                                                         | Délégués des communes  | Délégués des communes | Délégués des communes | 1 693    | 96,30%              |
| Conseillers généraux                                                                          | Conseillers généraux   | Conseillers généraux  | Conseillers généraux  | 43       | 2,45%               |
| Conseillers régionaux                                                                         | Conseillers régionaux  | Conseillers régionaux | Conseillers régionaux | 14       | 0,80%               |
| Députés                                                                                       | Députés                | Députés               | Députés               | 5        | 0,28%               |
| Sénateurs                                                                                     | Sénateurs              | Sénateurs             | Sénateurs             | 3        | 0,17%               |
| Total                                                                                         | Total                  | Total                 | Total                 | 1758     | 100,00%             |

1. ↑  Dans les communes de moins de 9 000 le conseil municipal élit en son sein des délégués dont le nombre dépend de la taille de la commune.
2. ↑  Dans les communes de 9 000 à 29 999 habitants, tous les conseillers municipaux sont délégués. Il n'y a pas de délégués supplémentaires
3. ↑  Dans les communes de plus de 30 000 habitants, tous les conseillers municipaux sont délégués et, en complément, le conseil municipal désigne des délégués supplémentaires à raison d'un par tranche de 800 habitants au-delà de 30 000 habitants
4. ↑  « Dans le cas où le conseil municipal est constitué par application des articles L. 2113-6 et L. 2113-7 du code général des collectivités territoriales relatif aux fusions de communes dans leur rédaction antérieure à la loi n° 2010-1563 du 16 décembre 2010 de réforme des collectivités territoriales, le nombre de délégués est égal à celui auquel les anciennes communes auraient eu droit avant la fusion. » (Code électoral, article L284)

## Présentation des candidats
Les nouveaux représentants sont élus pour une législature de 6 ans au suffrage universel indirect par les grands électeurs du département. Dans l'Ain, les trois sénateurs sont élus au scrutin proportionnel plurinominal. Chaque liste de candidats est obligatoirement paritaire et alterne entre les hommes et les femmes. 7 listes ont été déposées dans le département, comportant chacune 5 noms. Elles sont présentées ici dans l'ordre de leur dépôt à la préfecture et comportent l'intitulé figurant aux dossiers de candidature.

### Union des démocrates et indépendants
| N° | Candidats | Candidats          | Parti | Principales fonctions                 |
| -- | --------- | ------------------ | ----- | ------------------------------------- |
| 01 |           | Sylvie Goy-Chavent | UDI   | Sénatrice sortante, maire de Cerdon   |
| 02 |           | Henri Guillermin   | UMP   | Conseiller général, maire de Gorrevod |
| 03 |           | Aurélie Leger      | DVD   |                                       |
| 04 |           | Jean-Louis Guyader | DVD   |                                       |
| 05 |           | Odile Treillé      | DVD   |                                       |

### Parti socialiste
| N° | Candidats | Candidats          | Parti | Principales fonctions                                |
| -- | --------- | ------------------ | ----- | ---------------------------------------------------- |
| 01 |           | Rachel Mazuir      | PS    | Sénateur sortant, président du conseil général       |
| 02 |           | Christine Gonnu    | PS    | Conseillère générale                                 |
| 03 |           | Christophe Greffet | PS    | Conseiller général, maire de Saint-Genis-sur-Menthon |
| 04 |           | Pascale Guillon    | PS    | Conseillère générale, maire de Vongnes               |
| 05 |           | Mario Borroni      | PS    | Conseiller général                                   |

### Front national
| N° | Candidats | Candidats        | Parti | Principales fonctions |
| -- | --------- | ---------------- | ----- | --------------------- |
| 01 |           | Blanche Chaussat | FN    |                       |
| 02 |           | Gaëtan Noblet    | FN    |                       |
| 03 |           | Annick Veillerot | FN    |                       |
| 04 |           | Clément Perrin   | FN    |                       |
| 05 |           | Anne Parrenier   | FN    |                       |

### Union pour un mouvement populaire
| N° | Candidats | Candidats               | Parti | Principales fonctions             |
| -- | --------- | ----------------------- | ----- | --------------------------------- |
| 01 |           | Patrick Chaize          | UMP   | Maire de Vonnas                   |
| 02 |           | Mireille Charmont-Munet | UMP   | Maire d'Artemare                  |
| 03 |           | Régis Petit             | UMP   | Maire de Bellegarde-sur-Valserine |
| 04 |           | Élisabeth Laroche       | UMP   |                                   |
| 05 |           | Jean-Luc Marron         | UMP   |                                   |

### Divers gauche - MoDem
| N° | Candidats | Candidats           | Parti | Principales fonctions                             |
| -- | --------- | ------------------- | ----- | ------------------------------------------------- |
| 01 |           | Jacques Berthou     | DVG   | Sénateur sortant, conseiller municipal de Miribel |
| 02 |           | Marie-Jeanne Beguet | MoDem | Maire de Civrieux                                 |
| 03 |           | Michel Mourlevat    | PS    | Maire de Leyssard                                 |
| 04 |           | Marianne Dubare     | DVG   | Maire de Dortan                                   |
| 05 |           | Christian Armand    | DVG   |                                                   |

### Parti communiste
| N° | Candidats | Candidats            | Parti | Principales fonctions     |
| -- | --------- | -------------------- | ----- | ------------------------- |
| 01 |           | Yves Thoumine        | PCF   |                           |
| 02 |           | Mylène Ferri         | PCF   |                           |
| 03 |           | Philippe Virard      | PCF   | Ancien conseiller général |
| 04 |           | Nicole Piola         | PCF   |                           |
| 05 |           | Jean-Sébastien Bloch | PCF   |                           |

### Europe Écologie Les Verts
| N° | Candidats | Candidats          | Parti | Principales fonctions |
| -- | --------- | ------------------ | ----- | --------------------- |
| 01 |           | Isabelle Maistre   | EELV  |                       |
| 02 |           | Emmanuel Coux      | EELV  |                       |
| 03 |           | Albane Colin       | EELV  |                       |
| 04 |           | Nicolas Zielinski  | EELV  |                       |
| 05 |           | Christine Franquet | EELV  |                       |

## Résultats
| Tête de liste | Tête de liste      | Liste       | Voix  | %      | Sièges |  |
| ------------- | ------------------ | ----------- | ----- | ------ | ------ |  |
|               | Sylvie Goy-Chavent | UDI-UMP     | 585   | 33,95  | 1      |  |
|               | Patrick Chaize     | UMP         | 429   | 24,90  | 1      |  |
|               | Rachel Mazuir      | PS          | 336   | 19,50  | 1      |  |
|               | Jacques Berthou    | MoDem-PS    | 224   | 13,00  |        |  |
|               | Blanche Chaussat   | FN          | 68    | 3,95   |        |  |
|               | Isabelle Maistre   | EELV        | 51    | 2,96   |        |  |
|               | Yves Thoumine      | PCF         | 30    | 1,74   |        |  |
|               |                    |             |       |        |        |  |
| Inscrits      | Inscrits           | Inscrits    | 1 758 | 100,00 |        |  |
| Abstentions   | Abstentions        | Abstentions | 15    | 0,85   |        |  |
| Votants       | Votants            | Votants     | 1 743 | 99,15  |        |  |
| Blancs        | Blancs             | Blancs      | 13    | 0,75   |        |  |
| Nuls          | Nuls               | Nuls        | 7     | 0,40   |        |  |
| Exprimés      | Exprimés           | Exprimés    | 1 723 | 98,85  |        |  |

## Sénateurs élus
| Sénateur | Sénateur           | Parti |
| -------- | ------------------ | ----- |
|          | Rachel Mazuir      | PS    |
|          | Sylvie Goy-Chavent | UDI   |
|          | Patrick Chaize     | UMP   |